# Verbrennungskammerkessel

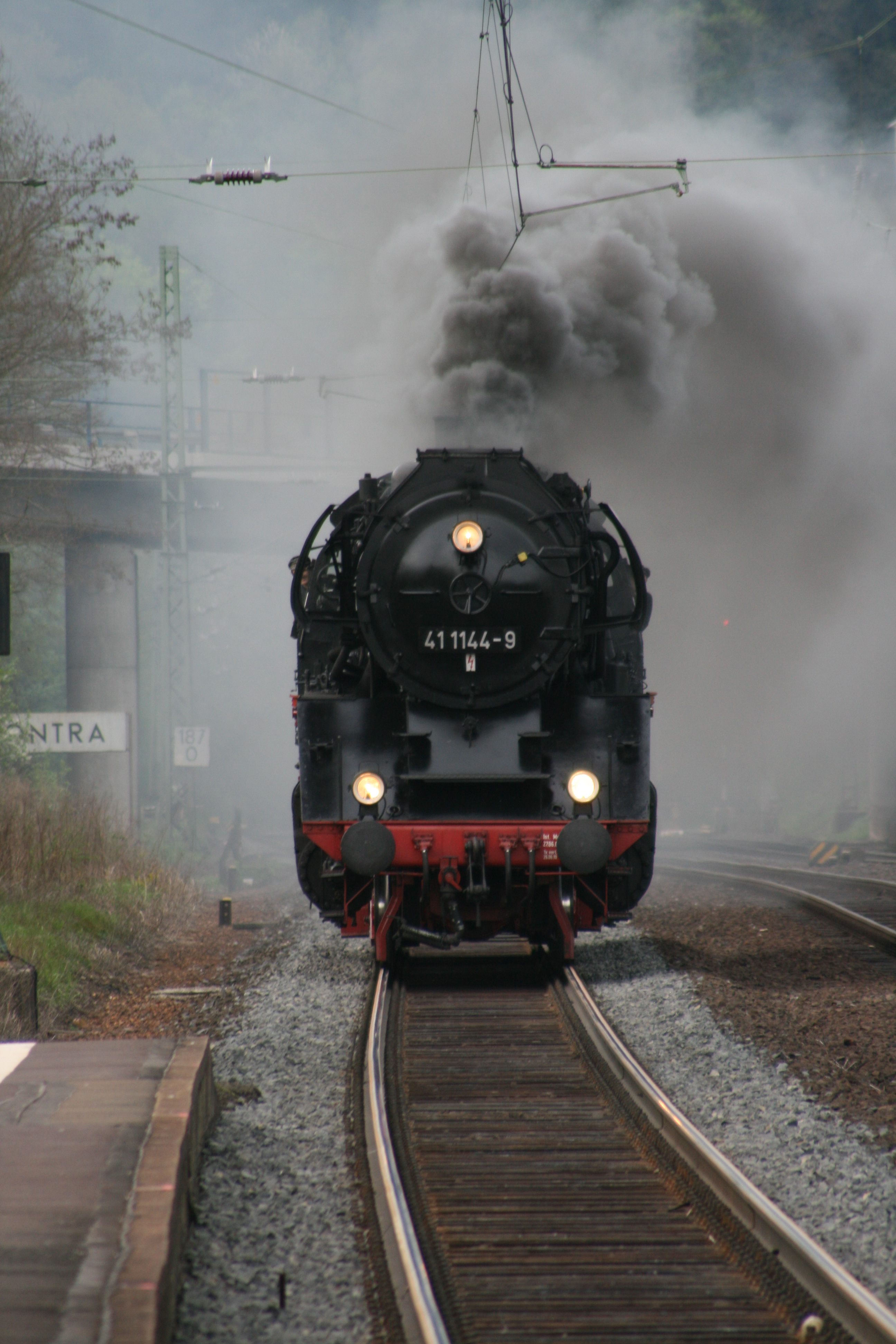
Dampflok der Baureihe 41 mit DR-Rekokessel. Der Mischvorwärmer der Bauart Ifs ist gut am trapezförmigen Aufbau oberhalb der Rauchkammer zu erkennen.

Der Verbrennungskammerkessel ist eine besondere Bauform des Kessels einer Dampflokomotive. Anders als der Name vermuten lässt, dient die Verbrennungskammer dabei nicht primär der Verbrennung, sondern vielmehr der besseren Ausnutzung der Wärmestrahlung.

## Aufbau/Wirkungsweise
Die Verbrennungskammer ragt als Verlängerung der eigentlichen Feuerbüchse in den Langkessel hinein. Dabei wird wegen der Verkürzung der Rohrlänge zwar die Rohrheizfläche verringert, die besonders wirksame Strahlungsheizfläche jedoch erhöht (Strahlungsheizfläche ist ungefähr sechsmal so effektiv wie Rohrheizfläche). Das heißt, die Fläche, die nicht durch Konvektion der heißen Gase, sondern direkt durch die effektivere Wärmestrahlung der Feuerung erhitzt wird, ist größer.
Ein weiterer Vorteil des Verbrennungskammerkessels ist die Tatsache, dass die größere Entfernung der Rohre vom Rost bzw. von den Flammen zu einer geringeren thermischen Belastung der Rohre und der hinteren Rohrwand führt. Zudem wird mitgerissenen Funken mehr Zeit zum Ausbrennen gegeben. Auch die Schwerpunktverlagerung nach vorn war ein oft erwünschter Nebeneffekt.

## Entwicklung in Deutschland
Bei der Deutschen Reichsbahn-Gesellschaft (DRG), deren Konstruktionsprinzipien sehr konservativ waren, lehnte man den Verbrennungskammerkessel ab, obwohl er zum Beispiel in den USA schon lange Stand der Technik war. Erst im Jahr 1937 erhielt die 05 003 als erste deutsche und als einzige von der DR in Auftrag gegebene Lok einen solchen Kessel, weil der bei dieser Lokomotive zur Feuerung vorgesehene Kohlenstaub einen relativ langen Brennweg erforderte. Nach dem Zweiten Weltkrieg rüstete die Deutsche Bundesbahn viele Lokomotiven nachträglich auf Feuerbüchsen mit Verbrennungskammern oder vollständig neu gebaute Verbrennungskammerkessel um. Auch bei der Deutschen Reichsbahn basierte das gesamte sogenannte Rekonstruktionsprogramm auf neu zu bauenden, genormten Verbrennungskammerkesseln. Die dabei entstandenen – fälschlicherweise Rekokessel genannten – Lokomotivkessel waren also stets neu gebaute Verbrennungskammerkessel. Durch vollständige Schweißung der Kessel konnte überdies das Gewicht der Kessel verringert und die Konstruktion verbessert werden. Die für die Verwendung der Verbrennungskammer erforderliche Schweißung des Hinterkessels erlaubte es zudem, anstelle eines massiven Bodenringes mit rechteckigem Querschnitt als unterem Stehkesselabschluss einen U-förmigen Bodenring zu verwenden. Der massive Bodenring war aufgrund seiner Starrheit gegen wärmebedingte Formänderungen der Feuerbüchswände eine häufige Ursache von Feuerbüchsschäden bei genieteten Kesseln.
Für Lokomotiven der Regelspur ließ die Deutsche Reichsbahn ab 1958 drei verschiedene Kesselausführungen bauen, die den zu rekonstruierenden Lokomotiven angepasst wurden: 
- Bauart 39E für die Baureihen 03, 39, 41, für die Schnellfahrlok 18 201 und für die Lokomotiv-Einzelgänger der VES-M Halle 18 314 und die beiden Maschinen der Baureihe 19.
- Bauart 50E für die Baureihen 50.35, 52.80, 58.30 und die 23 001 der VES-M Halle
- Bauart 01E für die Baureihe 01.5

Die letztgenannte Bauart war mit einer maximalen Dampflieferung von 16,8 t pro Stunde bei einer Heizflächenbelastung von 75 kg erzeugtem Dampf pro Stunde und Quadratmeter der leistungsfähigste Dampflokomotivkessel der Deutschen Reichsbahn. Markanteste Zeichen der Rekokessel der Deutschen Reichsbahn waren der große, trapezförmige Mischkasten der Mischvorwärmeranlage Bauart IfS auf dem Rauchkammerscheitel und die Reihe Waschluken über und vor der Verbrennungskammer.
Bei den von der Deutschen Bundesbahn bestellten vollgeschweißten Hochleistungskesseln wurde als Grundvorgabe eine Verdampfungsleistung von 75 bis 85 Kilogramm Dampf pro Stunde und Quadratmeter Verdampfungsheizfläche verlangt. Der Kessel der DR-Baureihe 01.10 wurde ebenso wie der Kessel der DB-Baureihe 10 für eine maximale Verdampfungsleistung von 85 Kilogramm pro Quadratmeter und Stunde ausgelegt. 
Aufgrund der im Gegensatz zu den Kesseln der Deutschen Reichsbahn die Kesselleistung begrenzenden knapp bemessenen Rostfläche dieser DB-Hochleistungskessel konnte die theoretisch mögliche maximale Verdampfungsleistung von 17,8 Tonnen Dampf pro Stunde im Betrieb jedoch erst durch Umbau auf Ölfeuerung voll genutzt werden. Der Neubaukessel der DR-Baureihe 45 darf als Kessel mit der höchsten Leistung für die Deutsche Bundesbahn angesehen werden; er entwickelte bei einer Heizflächenbelastung von 81 Kilogramm pro Quadratmeter und Stunde über 22 Tonnen Dampf je Stunde und ermöglichte der Maschine über 3000 PS am Zughaken.

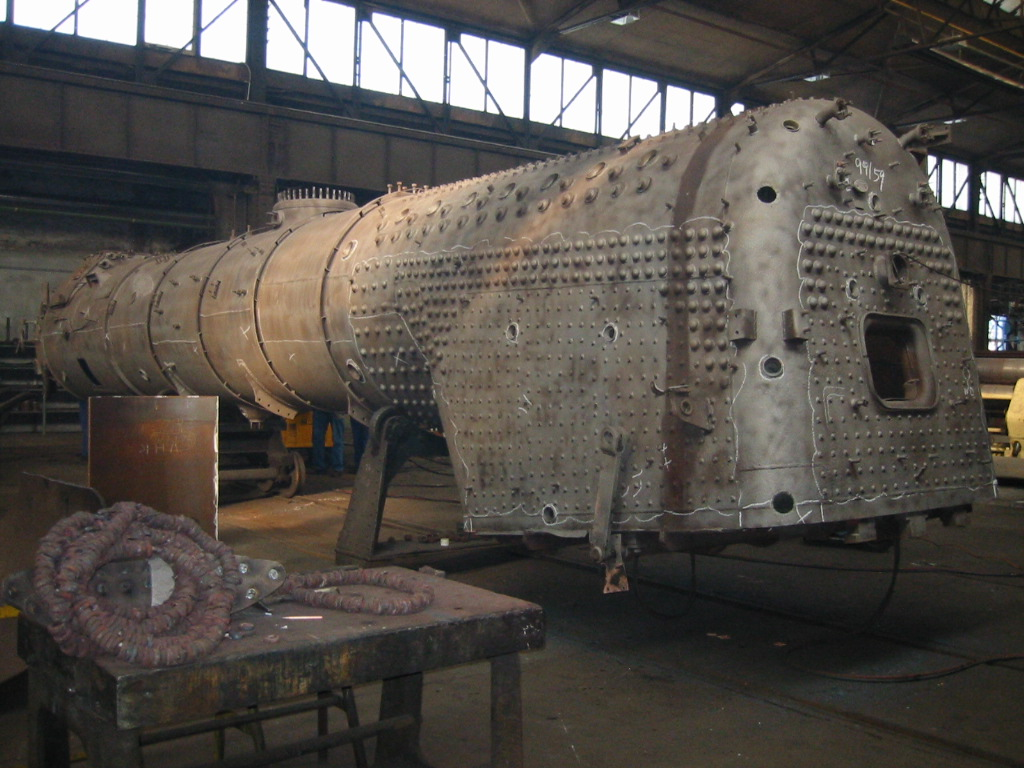
Kessel Bauart 39E während der Reparatur in der Kesselschmiede (Meiningen, 2003)
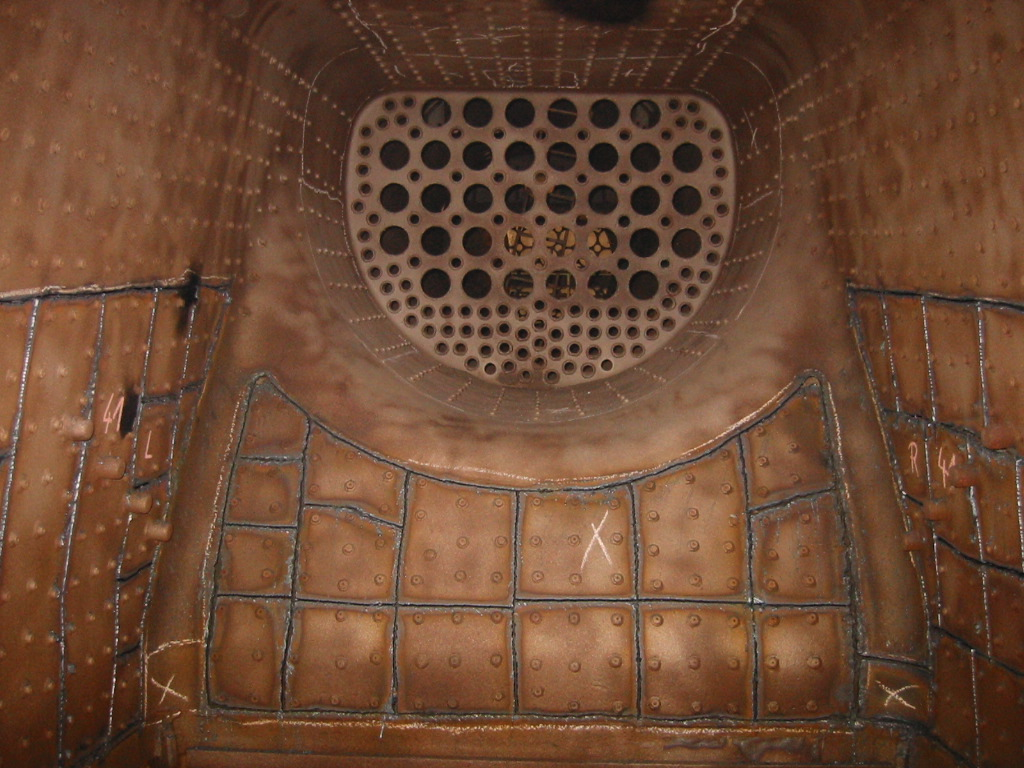
Blick in die Verbrennungskammer des 39E. Zur Vorbereitung der Reparatur wurden Teile der Feuerbüchswände schon geschlitzt und die Rohre aus dem Kessel entfernt. Die geschlitzten Flächen werden später komplett erneuert.
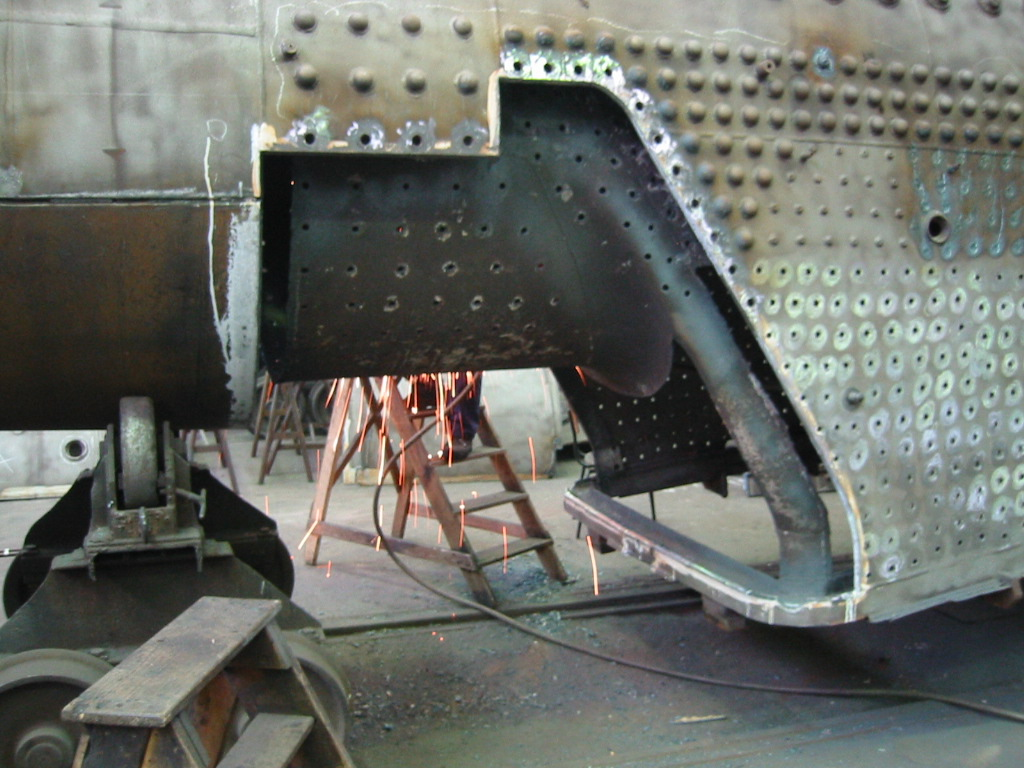
Zur Reparatur geöffneter Hinterkessel eines 39E. Die Verbrennungskammer ragt in den Langkessel hinein. Stehkessel- und Feuerbüchswand sind unterhalb der Verbrennungskammer bis auf den U-förmigen Bodenring entfernt.
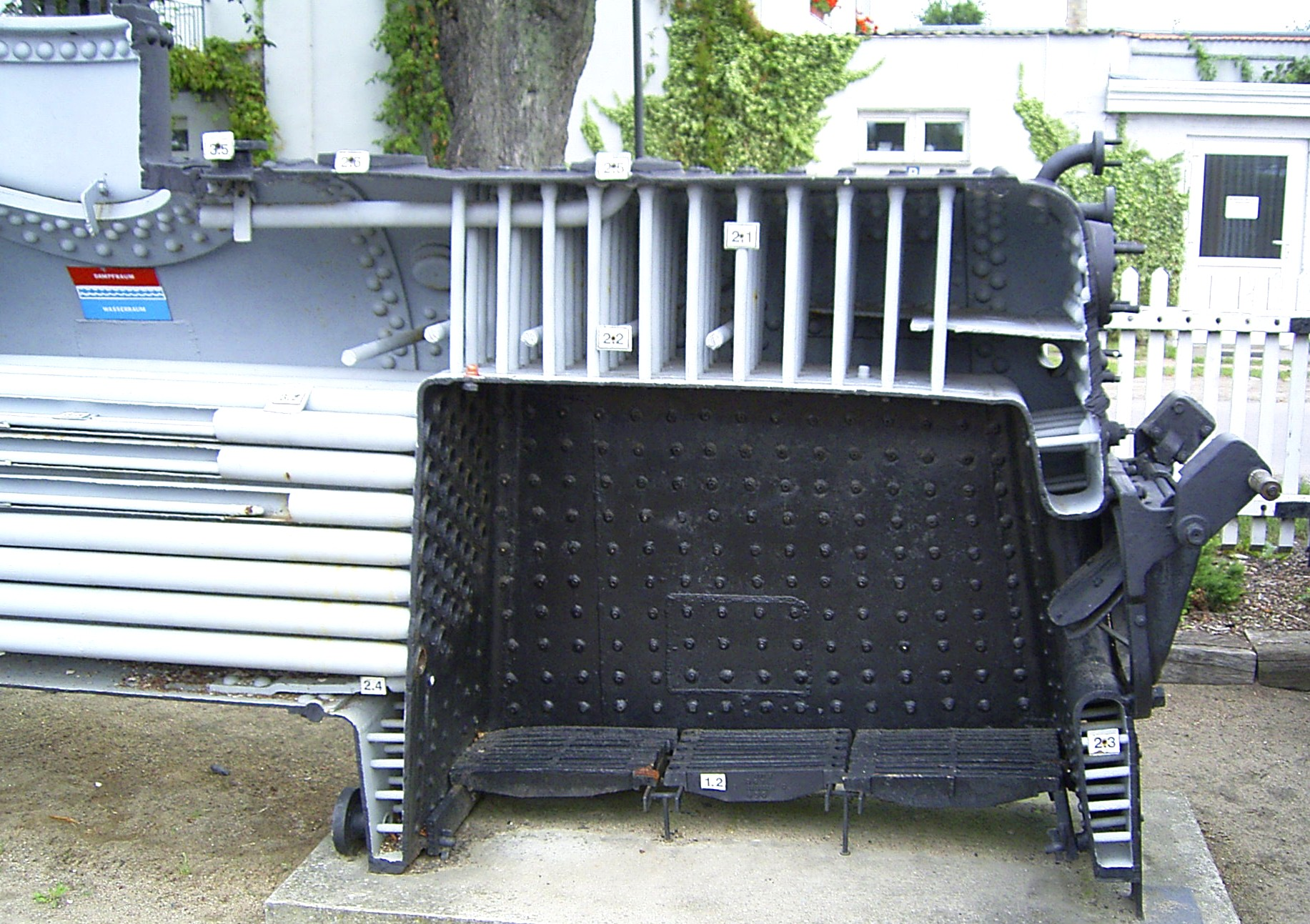
Zum Vergleich: Aufgeschnittener Kessel ohne Verbrennungskammer

Die Firma Henschel entwickelte nicht nur die gelungenen Kessel für die Baureihe 23 der DB oder den Ersatzkessel für die 01.10, sondern bewies auch bei für den Export bestimmten Lokomotiven die Fähigkeit, sehr leistungsfähige Kessel zu bauen. So gilt der Kessel der SAR-Klasse 25 der South African Railway als der wohl leistungsfähigste Lokomotivkessel, der in Deutschland je gebaut wurde. Der moderne Verbrennungskammerkessel mit Feuerbüchs-Siederohren vermochte rund 25 Tonnen Dampf pro Stunde zu erzeugen.